# Болеслав II Благочестиви
Болеслав II Благочестиви (на чешки: Boleslav II. Pobožný; * ок. 927 , † 7 февруари 999) е владетел на Бохемия от 967 (или 972) г. от династията Пршемисловци. Управлението на Болеслав II, а и неговия псведоним се свързват най-вече с основаването на Пражкия католически диоцез – бъдещо седалище на бохемския епископ под върховенството на архиепископа на Майнц. Според описанието на летописеца Козма Пражки, той е „най-големият християнин, баща на сираците, пазител на вдовиците, утешител на страдащите“. Болеслав II обаче е запомнен и с жестокото ликвидиране на противниковия род Славниковци в крепостта им Либице, с което обединява политически земите на княжеството под властта си.
Във външната политика поддържа добри отношения с полския княз Мешко I. През 975 г. подкрепя Хайнрих II по време на гражданската му война срещу Ото II, император на Свещената Римска империя. През 977 г. Болеслав II напада Бавария, но не успява да анексира земи. Броят на браковете му е доста несигурен, но е известно, че има четири сина: Болеслав III (приемник на княза), Вацлав (починал като дете), Яромир и Олдржих. След смъртта му, за кратко време в страната настъпва период на междуособици, завършил през 1012 г. с изкачването на трона на Олдржих.

## Произход и ранни години
Болеслав II е син на Болеслав I Страшни и Биагота. Точната дата на раждането му не е ясна, но е известно, че е по-голям от брат си Страхквас, за когото се смята, че е роден в деня на смъртта на Вацлав I. Съдейки по това, може да се заключи, че Болеслав е роден преди 935 г.
Летописецът Видукинд пише, че през 950 г., когато император Ото I навлиза с войските си в Чехия, той се среща с Болеслав I и сина му. Неясно е дали този син е Болеслав II, като някои чешки учени смятат, че това е бил по-старият брат на Болеслав II, умрял още когато баща им е бил жив.

## Управление

### Вътрешна политика
Болеслав II продължава политиката на централизиране на държавата, провеждана от баща му.
През 973 г. е създадена Пражката епархия. При Болеслав латинското богослужение окончателно измества традициите, останали след славянските първоучители Кирил и Методий. Пражкото епископство е подчинено на властта на императора на Свещената Римска империя и майнцкия архиепископ. Първият епископ на Прага е саксонският монах Детмар Пражки, който е заменен през 982 г. от Адалберт от рода Славниковци.
По време на управлението на Болеслав II, през 993 г. е основан бенедиктинския манастир в Бржевнов. Малко преди смъртта си, владетелят основава манастира „Св. Йоана“ в Остров у Давле.

### Външна политика
Болеслав II е енергичен владетел и разширява границите на владенията си още на изток. Болеславото княжество е било приблизително два пъти по-голямо от съвременната Чехия. В границите на държавата (макар и не изцяло и директно управлявана от рода Пршемисловци) са влизали Бохемия (с изключение на земите около Хеб), Моравия, Оломоуц, част от Силезия, земите около Краков и т.н. Червен замък (или Червена Рус) в днешна Югоизточна Полша и Западна Украйна – източен пост на река Буг. Целта на разширението на изток е овладяване на контрола над търговските пътища между Нюрнберг и Киев, носещи големи печалби.
Болеслав поддържа добри отношения с полския княз Мешко I, който е женен за сестра му Доубравка. След смъртта ѝ отношенията с Полша се изострят. През 990 г. двамата владетели достигат до мирно разрешение. След възкачването на полския трон на Болеслав Храбри обаче, Болеслав II е принуден да му предаде Силезия и Краков. През 981 г. Болеслав II губи редица земи в Приднестровието, а по-късно отстъпва и някои територии на изток на киевския княз Владимир I.
- 973 – 974 г. – Болеслав поддържа херцога на Бавария, Хайнрих II, в конфликта му с император Ото II;
- 975 – 978 г. – конфликт с Ото II, взаимни набези на териториите на двете държави. Постигнато е споразумение между монарсите;
- 984 г. – след смъртта на Ото II, Болеслав поддържа Хайнрих II в стремежите му към императорския трон;
- 992 г. – заедно с Ото III провежда кампания против полабските славяни.

### Пршемисловци и Славниковци
Последните години от управлението на Болеслав II са помрачени от борбата му с пражкия епископ Войтех (Адалберт) от рода Славниковци. На 28 септември 995 г. Болеслав, със съдействието на влиятелния род Вършовци, завладява центъра на Славниковци, крипостта Либице, и съратниците му убиват четиримата братя на Войтех.
В съвременната историография родът Славниковци се разглежда като конкурент на Пршемисловците в борбата им за установяване на власт в държавата. Тази концепция се появява в Чехия през втората половина на 19 век. Оттогава тя е една от най-обсъжданите теми за чешките историци. За първи път името Славниковци е използвано и описано от Франтишек Палацки, а теорията на дуализма е въведена от немската историографска школа, към която принадлежат Йозеф Лосерт, Бертолд Бретхолц и Юлиус Липерт. Според тази теория, през втората половина на 10 век, в Чехия е имало две еднакво могъщи княжески фамилии – Пршемисловци и Славниковци.
Концепцията за двата центъра на властта е развита от Головата школа (Ярослав Гол и особено историка Вацлав Новотни), а археологическите изследвания на крепостта Либице са извършени от археолога Рудолф Турек. Благодарение на научния труд на Турек, тази теория остава непроменена до смъртта му в началото на 90-те години на 20 век, когато получава сериозна критика от неговия ученик Иржи Слама.
Понастоящем, експертите смятат, че Славниковците са далечни роднини на Пршемисловци, Саксонската династия и зличките князе, или поставени управители по Тръстеницковия път, който през 10 век е важен търговски път, свързващ Западна и Източна Европа.
Завладявайки през 995 г. всички земи на княжеския род Славниковци, Болеслав обединява политически Чехия под властта си. В конфликта се намесва римският папа, и той завършва с това, че Войтех оставя катедрата си и заминава за Полша. Оттук той е изпратен при прусите, където е убит.

### Смърт
Болеслав II умира през 999 г. на възраст около 65 години. Гробът му се намира в базиликата „Свети Георги“ в Пражкия замък. Скоро след смъртта му, започват разпри между тримата му сина, а полският княз Болеслав I Храбри завладява не само Краков и Моравия, но за известно време на практика почти цялата държава. Кризата с приемствеността завършва едва с изкачването на власт на най-младия от синовете на Болеслав, Олдржих.

## Семейство
Точният брой на браковете на Болеслав не е известен, тъй като информацията е доста оскъдна и противоречива. През 1953 г. нумизматът Павел Радомерски издига хипотезата, че император Ото I, когато приема през 929 или 930 г. бъдещата си жена Едит Английска, на приема е присътствал княз Вацлав, който се е върнал оттам с младшата сестра на Едит, Едгива (или Адива) в качеството ѝ на невеста за племенника си, Болеслав II. При създаването на теориюта си Радомерски се опира на динара от англо-саксонски тип с надпис ADIVA по периметъра. По-късните нумизматични изследвания показват, че намерените динари не са от англо-саксонски тип (женската глава на тях всъщност е главата на Христос, а изображението е производно от късното византийско изкуство), и надписът в действителност е изопачено име на самия Болеслав II.
Смята се, че най-възрастният син на княза, Болеслав III, е роден от първата му жена (която е възможно да е носила името Адива), докато майка на другите му синове, Вацлав, Яромир и Олдржих, e следващата му (също неизвестна) жена. Фактът това да е Ема Чешка, се оспорва силно в последно време. Ема би могла да бъде майка единствено на княз Олдржих, доколкото тя пристига в Прага не по-рано от 988 или 989 г. Понастоящем се смята, че бракът ѝ с Болеслав II е бил по-вероятно бездетен.